# Callimetopus variolosus
Callimetopus variolosus es una especie de escarabajo longicornio del género Callimetopus,  subfamilia Lamiinae. Fue descrita científicamente por Schultze en 1920.

## Descripción
Mide 22-27,5 milímetros de longitud.

## Distribución
Se distribuye por Filipinas.